# (300065) 2006 UJ196
(300065) 2006 UJ196 es un asteroide perteneciente al cinturón de asteroides, descubierto el 20 de octubre de 2006 por el equipo del Spacewatch desde el Observatorio Nacional de Kitt Peak, Arizona, Estados Unidos.

## Designación y nombre
Designado provisionalmente como 2006 UJ196.

## Características orbitales
2006 UJ196 está situado a una distancia media del Sol de 3,092 ua, pudiendo alejarse hasta 3,442 ua y acercarse hasta 2,742 ua. Su excentricidad es 0,113 y la inclinación orbital 12,35 grados. Emplea 1986,11 días en completar una órbita alrededor del Sol.

## Características físicas
La magnitud absoluta de 2006 UJ196 es 15,9.